# Monte Masoni
Il Monte Masoni (2.663 m s.l.m. - detto anche Monte Sasso) è una montagna delle Alpi Orobie nelle Alpi e Prealpi Bergamasche. È la montagna più alta delle Alpi Orobie Occidentali; si trova lungo lo spartiacque che divide l'alta Val Brembana dalla Valcervia, tributaria della Valtellina. Seguendo il crinale ad est si incontra il Pizzo Zerna, mentre ad ovest vi è il Passo di Venina.

## Accessi

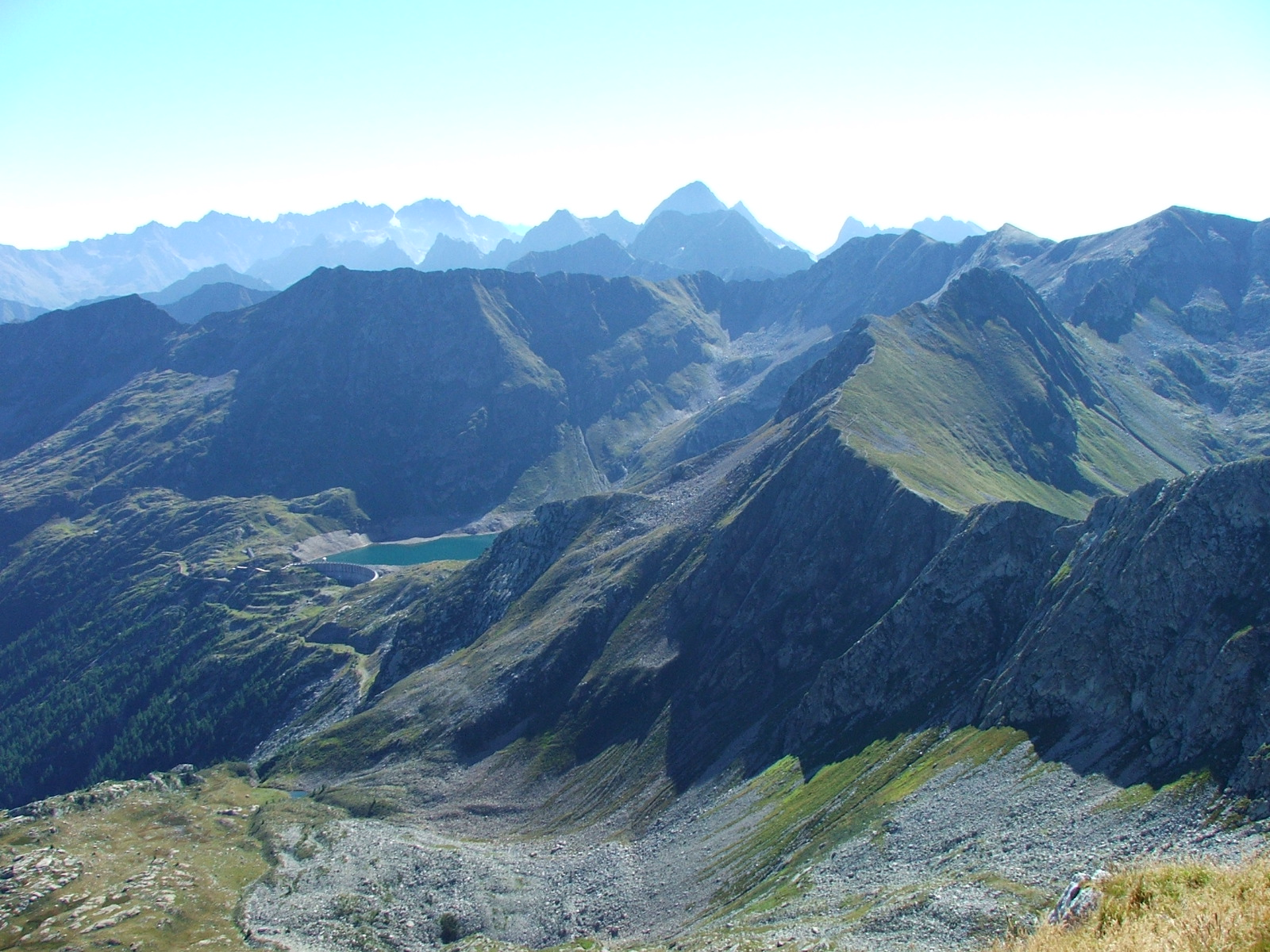
Veduta dal Corno Stella sulla cresta che conduce al Pizzo Zerna e poi al Monte Masoni.

Questo itinerario è stato percorso in dicembre con l'ausilio di sci da alpinismo, piccozza e ramponi.
Si parte da Carona, in alta val Brembana, da dove si prende il sentiero per il Rifugio Fratelli Calvi (strada carrabile parzialmente cementata in alcuni tratti). Si attraversa l'abitato di Pagliari e si prosegue lungo la carrabile.
Si passa una cascata e poco più avanti, passato un doppio tornante, si lascia la carrabile e, in prossimità della fontanella, si prende il sentiero a sinistra in direzione val Sambuzza - Passo di Publino. Si prosegue lungo il sentiero attraverso un bosco e si passano diverse baite fino a superare definitivamente l'ultimo tratto di bosco in prossimità del Baitone.
Il sentiero prosegue su per la val Sambuzza fino a raggiungere un primo pianoro. Attraversato il prato si prosegue sul sentiero che continua in salita fino al Lago di Valle Sambuzza. Si attraversa il torrente emissario del lago sul ponticello di legno e si prosegue per il sentiero che costeggia il lago a ovest. Poco più avanti, prima di raggiungere il Bivacco Pedrinelli, si costeggia il lato sud-ovest del Pizzo Zerna salendo man mano fino a giungere ai piedi della vetta. Il canalino finale si percorre in arrampicata con piccozza e ramponi.
A causa della forte pendenza del Pizzo Zerna e del Monte Masoni l'itinerario di risalita è soggetto a frequenti cadute di valanghe, ed è quindi da affrontare solo quando la neve è ben assestata.
Il Monte Masoni è raggiungibile inoltre seguendo un altro itinerario, ovvero proseguendo sulla carrabile che da Carona va in direzione del Rifugio Fratelli Calvi fino alla deviazione che, a sinistra, si dirige verso il Rifugio Fratelli Longo. Si prosegue lungo un sentierino e si rientra sulla carrabile più avanti, per poi lasciarla definitivamente e imboccare sentiero che a sinistra (direzione nord) si dirige verso il Passo di Venina. Arrivati in cresta si segue in direzione ovest fino alla croce.